# Tour de France de 2004
O Tour de France 2004 foi a 91º Volta a França, teve início no dia 3 de Julho e concluiu-se em 25 de Julho de 2004. A corrida foi composta por 20 etapas, no total mais de 3429 km.

## Resultados

### Classificação geral
| Pos | Nome              | País           | Equipa              | Tempo       |
| --- | ----------------- | -------------- | ------------------- | ----------- |
| 1   | Lance Armstrong   | Estados Unidos | U.S. Postal Service | 83h 36' 02' |
| 2   | Andreas Klöden    | Alemanha       | T-Mobile            | 6' 19"      |
| 3   | Ivan Basso        | Itália         | Team CSC            | 6' 40"      |
| 4   | Jan Ullrich       | Alemanha       | T-Mobile            | 8' 50"      |
| 5   | José Azevedo      | Portugal       | U.S. Postal Service | 14' 30"     |
| 6   | Francisco Mancebo | Espanha        | Illes Balears       | 18' 01"     |
| 7   | Georg Totschnig   | Áustria        | Gerolsteiner        | 18' 27"     |
| 8   | Carlos Sastre     | Espanha        | Team CSC            | 19' 51"     |
| 9   | Levi Leipheimer   | Estados Unidos | Rabobank            | 20' 12"     |
| 10  | Oscar Pereiro Sio | Espanha        | Phonak              | 22' 54"     |

### Vitória de Etapas
| Etapas  | Nome                | País           | Equipa                            | Tempo      |
| ------- | ------------------- | -------------- | --------------------------------- | ---------- |
| Prologo | Fabian Cancellara   | Suíça          | Fassa Bortolo                     | 6' 50"     |
| 1       | Jaan Kirsipuu       | Estónia        | Ag2r Prévoyance                   | 4h 40' 29" |
| 2       | Robbie McEwen       | Austrália      | Lotto-Domo                        | 4h 18' 39" |
| 3       | Jean-Patrick Nazon  | França         | Ag2r Prévoyance                   | 4h 36' 46" |
| 4/TTT   | U.S. Postal Service | Estados Unidos | U.S. Postal Service               | 1h 12' 03" |
| 5       | Stuart O'Grady      | Austrália      | Cofidis - Le Crédit par Téléphone | 5h 05' 58" |
| 6       | Tom Boonen          | Bélgica        | Quick Step - Davitamon            | 4h 33' 41" |
| 7       | Fillippo Pozzato    | Itália         | Fassa Bortolo                     | 4h 31' 34" |
| 8       | Thor Hushovd        | Noruega        | Crédit Agricole                   | 3h 54' 22" |
| 9       | Robbie McEwen       | Austrália      | Lotto-Domo                        | 3h 32' 55" |
| 10      | Richard Virenque    | França         | Quick Step - Davitamon            | 6h 00' 24" |
| 11      | David Moncoutié     | França         | Cofidis - Le Crédit par Téléphone | 3h 54' 58" |
| 12      | Ivan Basso          | Itália         | Team CSC                          | 5h 03' 58" |
| 13      | Lance Armstrong     | Estados Unidos | U.S. Postal Service               | 6h 04' 38" |
| 14      | Aitor González      | Espanha        | Fassa Bortolo                     | 4h 18' 32" |
| 15      | Lance Armstrong     | Estados Unidos | U.S. Postal Service               | 4h 40' 30" |
| 16      | Lance Armstrong     | Estados Unidos | U.S. Postal Service               | 39' 41"    |
| 17      | Lance Armstrong     | Estados Unidos | U.S. Postal Service               | 6h 11' 52" |
| 18      | Juan Miguel Mercado | Espanha        | Quick Step - Davitamon            | 4h 04' 03" |
| 19      | Lance Armstrong     | Estados Unidos | U.S. Postal Service               | 1h 06' 49" |
| 20      | Tom Boonen          | Bélgica        | Quick Step - Davitamon            | 4h 08' 26" |